# Benque (Alta Garona)
Benque(en francès Benque-Dessous-et-Dessus) és un municipi occità de Comenge, a Gascunya, en el departament de l'Alta Garona, a la regió d'Occitània.